# Francia területi nyelvváltozatok
A 21. századbeli értelmezés szerint a francia nyelv területi változatainak azokat a sajátosságokat tekintik, amelyekkel a teljesen kifejlődött és az összes beszélő által elsajátított közös nyelvet használják a Frankofónia az egész világon található különböző területein. Ezek nem tévesztendők össze a hagyományosan franciául patois-nak nevezett, és mára gyakorlatilag teljesen kihalt területi változatokkal, amelyeket a középkortól a 19. századig beszélték a francia nyelv franciaországi területén. Ugyancsak nem tévesztendők össze a mai francia nyelv területi változataival azon többi Franciaország északi felében beszélt oïl nyelvek, amelyek nem haltak ki teljesen, és amelyeket ma hivatalosan regionális nyelvekként kezelnek más nem oïl újlatin és más nem újlatin regionális nyelvekkel együtt.
A területi változatokat lehet a sztenderd nyelvváltozathoz viszonyítani, de lehet egy általános francia nyelvhez is, melyet azon vonások tesznek ki, amelyek minden frankofón számára közösek.
Egyik vagy másik francia területi változat sosem áll csupán regionális vonásokból, hanem alapvetően a közös franciáról van szó, amelyben a régiótól, a beszélőtől és egyik vagy másik tevékenységi terület szókincsétől függően van jelen több-kevesebb regionális elem.
A regionális szavak között meg lehet különböztetni olyanokat, amelyek csak regionális valóságoknak felelnek meg, és olyanokat, amelyek általános valóságoknak. Példa az első kategóriára a lyoni traboule, amely háztömbön keresztül haladó, és két utcát összekötő utcácskát jelent, a másodikra pedig a ’pult’ jelentéssel Franciaország közép- és délkeleti részében használt banque (a sztenderdben ’bank’) szó. Négyféle regionális vonás van:
- a már közös franciából származó archaizmus, amely lehet a sztenderd nyelvváltozatban már egyáltalán nem létező szó, vagy olyan szó, amelyet a területi változatban a sztenderdben már kihalt jelentésével használnak (például a fentebb említett banque), valamint a sztenderdben már nem létező hangtani vagy grammatikai vonás;
- a régióban a közös francia nyelv meghonosodása előtt beszélt, de már kihalt nyelvből vagy dialektusból eredő elem;
- jövevényszó vagy más jövevény nyelvi jelenség, beleértve tükörszavakat és tükörszerkezeteket;
- a régióban keletkezett olyan nyelvi újítás, amely nincs meg a sztenderdben: hangtani vagy grammatikai változás, alkotott szó, frazeológiai, szemantikai vagy pragmatikai újítás.

Regionális szót használhatnak egyszerűen köznyelvi szó szinonimájaként, az utóbbival párhuzamosan, például az ’áfonyának’ megfelelő airelle-t Dél-Franciaországban (pl. ramasser des airelles ’áfonyát szed’), és a köznyelvi Észak-Franciaországból eredő myrtille-t (pl. acheter une tarte aux myrtilles ’áfonyás tortát vesz’), de akkor is, amikor egy regionális szót megfelelőbbnek éreznek egy köznyelvi szóval szemben:
- amikor egy köznyelvi szót túl elvontnak éreznek, például az échelle szót, amely akármilyen ’létrát’ jelent, és ezért a lyoni régióban a specifikus alakú ’cseresznye szedésére használt létrát’ a specifikus écharasson szóval nevezik meg;
- amikor helyi specifikus realitást kell megnevezni, például a fentebb említett traboule;
- amikor egy regionális szót kifejezőbbnek éreznek, mint a köznyelvi megfelelőjét, mert metaforára épül, például Nyugat-Franciaországban, a Loire és a Gironde közötti régióban használt ’őzlábgomba’ jelentésű nez de chat (szó szerint ’macskaorr’), a köznyelvben coulemelle.

Különböző nyelvterületeken olyan elemek, főleg szavak is vannak, amelyek államspecifikusak. Ilyenek egyes intézmények elnevezései. Például a magyarországi ’gimnáziumnak’ Franciaországban a lycée, Belgiumban az athénée, Svájcban a gymnase és Québec-ben a cégep felel meg.

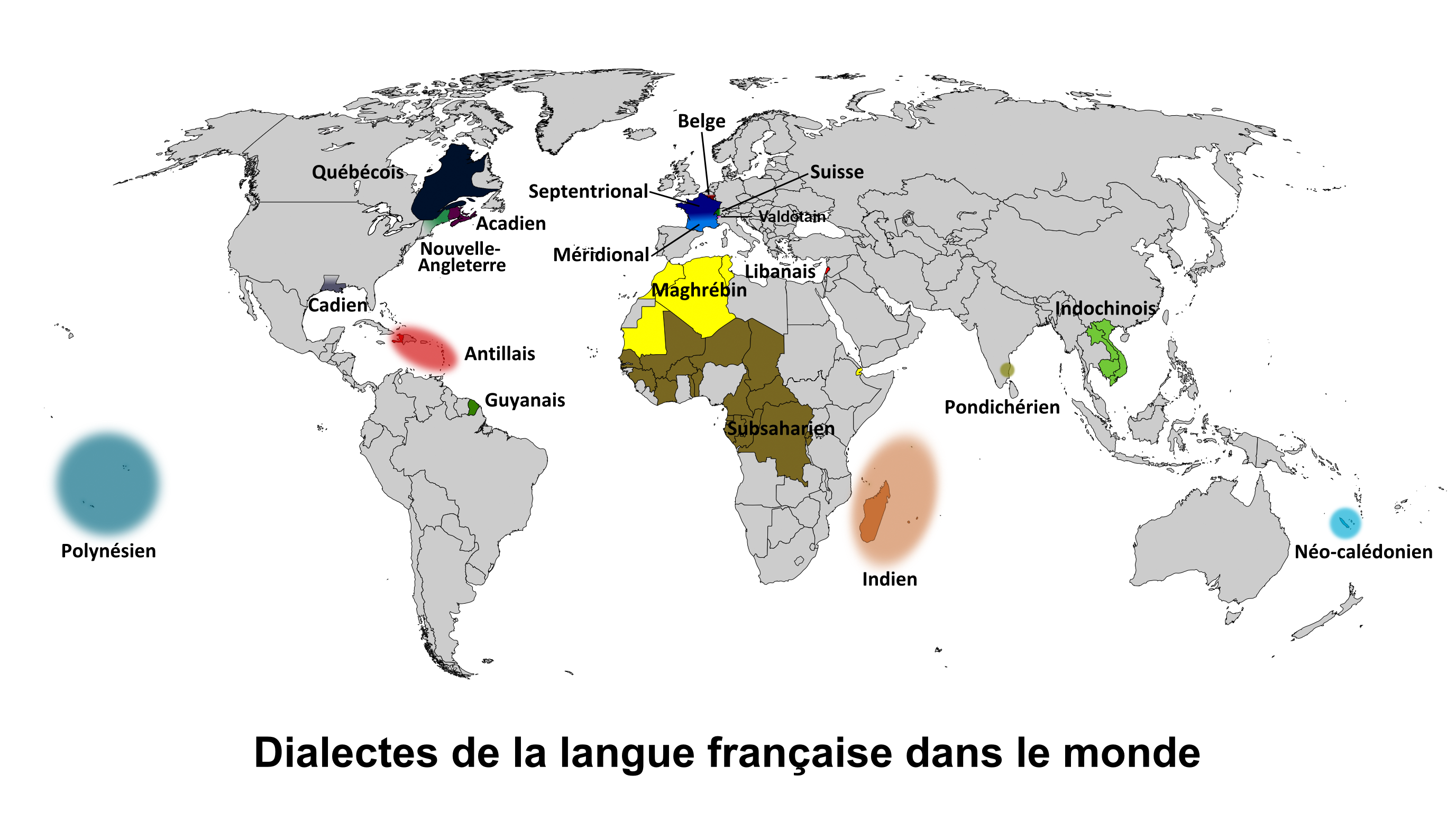
A francia nyelv főbb területi változatai és változat-csoportjai

A franciának nagyon sok területi változata van. A főbb területi változatok és változat-csoportok a következők (a fenti térképen feltüntetettek):
- Európában:
  - Franciaországban:
    - északi;
    - déli;

  - belga;
  - svájci;
- Amerikában:
  - Kanadában:
    - Québec-tartománybeli;
    - akádiai (főleg Új-Brunswick tartományban);

  - cadien (az Amerikai Egyesült Államokban, Louisiana államban);
  - Nagy-Antillák-beli (Haitin) és Kis-Antillák-beli (Guadeloupe és Martinique szigeteken)
  - guyanai;
- Afrikában:
  - magrebi (Mauritániában, Marokkóban, Algériában és Tunéziában);
  - fekete-afrikai (főleg a volt francia és belga gyarmatokban);
- indiai-óceáni (Madagaszkáron és a valamikor vagy ma Franciaországhoz tartozó kisebb szigeteken);
- Ázsiában:
  - libanoni;
  - puduccseri (Indiában);
  - indokínai (Vietnámban, Laoszban és Kambodzsában);
- Óceániában:
  - új-kaledóniai;
  - polinéziai

A fentiek majd mindegyike további területi változatokra oszlik, például a dél-franciaországi nyelvterületen belül van lyoni változat, a québec-tartománybeli változaton belül egy montréali, az Antillák területén haiti változat, az indiai-óceáni nyelvterületen mauritius-i változat stb.

## Észak-franciaországi változatok
E változatok sajátosságai főleg az ebben az országrészben egykor vagy még ma is beszélt nyelvek hatásának köszönhetőek. Példaként alább a Lille régiójában beszélt változat hangtani jellegzetességei (másodikként a példák sztenderd kiejtése van megadva):
- a nem kötelező, de lehetséges hangkötések mellőzése: il vient avec [i vjɛ̃ avɛk] vs. [il vjɛ̃ avɛk] vagy [il vjɛ̃tavɛk] ’vmivel/vkivel jön’;
- a hangsúlytalan félig nyílt magánhangzók zárulási tendenciája: proposé [pʁopoze] vs. [pʁɔpoze] ’javasolt’;
- magánhangzó-harmónia: raidi [ʁedi] (mindkét magánhangzó zárt) vs. [ʁɛdi][8] ’megmerevedett’ (az első magánhangzó félig nyílt, a második zárt);
- kiejthető [ə]-k kiejtésének mellőzése: il ne savait pas [insavɛpɑ] vs. [ilnəsavɛpɑ] ’nem tudta’;
- több mássalhangzó-hasonulás, mint a sztenderd nyelvváltozatban: Israël [izʁaɛl] vs. [isʁaɛl];
- a kiejtésben részt vevő izmok gyengébb feszessége az általánosnál, és ennélfogva kevésbé stabil hangszínek, valamint átmeneti hangok jelenléte: Louis [luwi] vs. [lwi], théâtre [tejɑːt] vs. [teɑːtʁ] ’színház’;
- a szótagok tartamának egyenlőtlensége;
- mássalhangzó-csoportok redukálása egyetlen mássalhangzóra: quatre [kat] vs. [katʁ] ’négy’, escalier [εskaje] vs. [εskalje] ’lépcső(ház)’.

## Dél-franciaországi változatok
Ezeket a változatokat leginkább a Délen egykor általános, és még ma is beszélt okcitán nyelv befolyásolja. Példaként a Languedoc-ban és a Provence-ban beszélt változatok hangtani jellegzetességei:
- a nazális magánhangzók helyett részben vagy teljesen orális megfelelőik, melyeket a [ŋ] mássalhangzó követ: pain [pɛŋ] vs. [pɛ̃] ’kenyér’;
- az e-vel írt nyílt szótag magját képező magánhangzó rendszeres kiejtése [ə]-ként: la cerise [la.sə'ʀi.zə] vs. [la'sʀiz] ’a cseresznye’ (a sztenderd nyelvváltozatban labilis, nem minden helyzetben kiejtett);
- az /E/, /Ø/ és /O/ archifonémák félig nyílt és félig zárt változatainak ([ɛ]/[e], [œ]/[ø] és [ɔ]/[o]) eloszlása helyzetüktől függően: félig nyílt változat zárt szótagban vagy [ə] maggal rendelkező szótag előtt, és félig zárt változat más esetben:[10] peur [pœʀ], peureux [pø'ʀø], peureuse [pø'ʀœ.zə] vs. [pœʁ] ’félelem’, [pø'ʁø] ’félős’ (hímnem), [pø.ʁøːz], ’félős’ (nőnem);
- mássalhangzó-csoportok redukálása egyetlen mássalhangzóra: explique [esplikə] vs. [eksplik] ’magyaráz’;
- hangsúly gyakran a szó utolsó előtti szótagján, főleg a szóvégi [ə] miatt: la cerise [la.sə'ʀi.zə].

## A belga változat
A Belgiumban beszélt francia nyelvet főleg a pikárd  és a vallon nyelv  befolyásolja, Brüsszelben pedig a flamand.

### Hangtan
A belgiumi francia magánhangzórendszere konzervatívabb a legtöbb franciaországi változatéhoz képest. Jól érezhetőek például a következő ellentétek:
- az /ɛ̃/ – /œ̃/ ellentét: brin [bʁɛ̃] ’szál’ – brun [bʁœ̃] ’barna’ vs. [bʁɛ̃] mindkét szó esetében, mivel az /œ̃/-t gyakorlatilag helyettesíti az /ɛ̃/;
- félig nyílt – félig zárt ellentét szó végén:
  - /ɛ/ – /e/: taie [tɛ] ’párnahaj’ – thé [te] ’tea’ vs. [te̞] mindkét szó esetében;
  - /ɔ/ – /o/: pot [pɔ] ’fazék’ – peau [po] ’bőr’ vs. [po] mindkét szó esetében;
- tartambeli ellentét egyazon hangszínű magánhangzók között:
  - /ɛ/ – /ɛː/: mettre [mɛtʁ] ’tesz, helyez’ – maître [mɛːtʁ] ’mester’ vs. [mɛtʁ] mindkét szó esetében;
  - kiejtett magánhangzó + egykor [ə]-nek ejtett e nőnemű végződés hosszú volta, ami megkülönbözteti az ilyen szavak nőnemű alakját a hímneműétől: ami – amie [ami] ’barát’ – [amiː] ’barátnő’ vs. [ami] mindkét nemben;
  - [a] – [aː] (a hosszabb változat a hátul képzett /ɑ/ helyett): patte [pat] ’láb’ (állaté) – pâte [paːt] ’tészta, paszta’ vs. [pat] – [pɑːt].

Egyéb jelenségek:
- félhangzó helyettesítése a megfelelő magánhangzóval: lion [li'ɔ̃] vs. [ljɔ̃] ’oroszlán’, tuer [ty'e] vs. [tɥe] ’öl, gyilkol’;
- a /ɥ/ félhangzó hiánya általában, amelyet nemcsak az [y], hanem a [w] félhangzó is helyettesíthet: puis [pwi] vs. [pɥi] ’majd, aztán’;
- hangűr kitöltésének tendenciája félhangzóval: théâtre [tejat] vs. [teɑːtʁ] ’színház’;
- a zárt magánhangzók (/i/, /y/, /u/) zárthoz közeliekként való realizálása ([ɪ], [ʏ], illetve [ʊ]), úgy nyílt, mint szárt szótagban: petit, -e [pətɪ], pətɪt] vs. [pəti], [pətit] ’kicsi’, entendu [ɑ̃tɑ̃dʏ] vs. [ɑ̃tɑ̃dy] ’hallott’, goutte [ɡʊt] vs. [ɡut] ’csepp’;
- /ɛ/ nazálissá válása nazális mássalhangzó előtt: peine [pɛ̃ːn] vs. [pɛːn] ’szenvedés’;
- szóvégi zöngés mássalhangzók zöngétlenedése: une grande digue [yn.ɡʁɑ̃t.ˈdiːk] vs. [yn.ɡʁɑ̃dˈdig] ’nagy gát’;
- a sztenderdtől különböző prozódia, egyes magánhangzók meghosszabbításával egybekötve.

### Grammatika
- a ne tagadószó fennmaradása a beszélt nyelvben: il ne mange pas vs. il mange pas ’nem eszik’ (nem sztenderd, de a beszélt nyelvben a Frankofónia többi területein általános jelenség);
- a jelzői melléknév a jelzett főnév elé helyezése egyes olyan esetekben, amelyekben a sztenderd szerint a főnév mögé helyezendő (vallon hatás): ta blanche chemise vs. ta chemise blanche ’fehér inged’, du sale linge vs. du linge sale ’szennyes fehérnemű’;
- az avoir ’birtokol’ ige + melléknév igei körülírás gyakorisága: avoir bon vs. se sentir bien ’jól érzi magát’;
- főnévi igenév mellérendelő viszonyban igemódban álló igével: Ces enfants-là ne se battent jamais, ni même se quereller vs. ... ni même se querellent ’Ezek a gyerekek sose verekednek, de még nem is veszekednek’;
- elöljárószók sajátos használata: jouer sur la rue vs. jouer dans la rue ’az utcán játszik’.

### Szókészlet
- archaizmusok: septante vs. soixante-dix ’hetven’, nonante vs. quatre-vingt-dix ’kilencven’ (Belgiumban sztenderd szavak), doubler une classe vs. redoubler une classe ’osztályt ismétel’;
- archaikus jelentéssel használt szavak: déjeuner, dîner, souper vs. petit déjeuner, déjeuner, dîner ’reggeli, ebéd, vacsora’.
- jövevényszavak:
  - a vallonból: estaminet (< staminê) vs. café, bistrot ’kocsma’;
  - a flamandból: drache (< dretsen) vs. averse ’záporeső’;
- tükörszavak:
  - valószínűleg az angolból: crème (à) glace vs. crème glacée ’jégkrém’;
  - valószínűleg a németből: académique (a sztenderdben ’akadémiai’) vs. universitaire ’egyetemi’;
- szóalkotás:
  - szóképzés: entièreté (< entier, -ière ’egész, teljes’ + -té) vs. totalité ’összesség’;
  - képzőelvonás: logopède (< logopédie) vs. orthophoniste ’logopédus’;
  - szóösszetétel: avant-midi (avant ’előtt’ + midi ’dél’) vs. matinée ’délelőtt’;
- szemantikai újítások:
  - metonímia: duvet (a sztenderdben ’pihe’) vs. couette ’dunna’;
  - jelentéskorlátozás: sacoche (a sztenderdben ’nagy vállra akasztva viselt táska’) vs. sac-à-main ’női kézitáska’.

## A svájci változat
A Svájcban beszélt francia nyelváltozatot főleg a frankofón kantonokban egykor általános frankoprovanszál nyelv és a szomszédos svájci német nyelv befolyásolja, de jelen vannak a már közös francia nyelv egyes archaizmusai is. A jellegzetességek között vannak olyanok is, amelyeket a helyi sztenderd is előír.

### Hangtan
A kiejtésben és a prozódiában jelen vannak:
- az /ɛ/ – /e/ és az /ɔ/ – /o/ ellentétek szó végén, valamint az /ɛ̃/ – /œ̃/ ellentét, akárcsak a belga változatban;
- az /a/ – /ɑ/ ellentét;
- az /ɛ/ – /ɛː/ ellentét;
- kiejtett magánhangzó + egykor [ə]-nek ejtett e nőnemű végződés hosszú volta, sőt, kettőshangzóvá válása: journée [ʒuʁneːj] ’(egész) nap’, une amie [amiːj] ’barátnő’ vs. [ʒuʁne], [ami];
- hosszabb magánhangzók, mint a franciaországi megfelelő szavakban;
- nagyobb hangmagassági különbségek a szótagok között, mint Franciaországban.

### Grammatika
- a vouloir ige mint a közvetlen jövő idő segédigéje: Tu veux tomber ! vs. Tu vas tomber ! ’Le/El fogsz esni!’ (aller segédige);
- a passé surcomposé használata gyakrabban, mint a sztenderdben: J’ai eu travaillé à la compagnie, il y a trente ans en arrière ’A cégnél dolgoztam harminc évvel ezelőtt’;
- egyes olyan melléknevek használata határozószókként, melyeket a sztenderdben nem használnak így: beau vs. beau/joliment ’szép/szépen’, bon vs. bon/bien ’jó/jól’, direct vs. direct/directement ’közvetlen/közvetlenül’;
- a hagyományosan csak hímnemű alakos szakmákat, foglalkozásokat, tudományos fokozatokat és címeket megnevező főnevek nőneműsítése: écrivaine ’írónő’, ingénieure ’mérnöknő’, pasteure ’lelkésznő’ (a helyi sztenderd előírása);[13]
- a sztenderdtől különbözően használt elöljárók: attendre sur quelque chose (német szerkezet) vs. attendre quelque chose ’vár vmit/vmire’, Reste vers moi vs. Reste avec moi ’Maradj velem!’ (a sztenderdben vers ’felé’).

### Szókészlet
- archaizmusok: septante vs. soixante-dix ’hetven’, nonante vs. quantre-vingt-dix ’kilencven’, mint Belgiumban (Svájcban is sztenderd szavak);
- archaikus jelentéssel használt szavak: déjeuner, dîner, souper vs. petit déjeuner, déjeuner, dîner ’reggeli, ebéd, vacsora’.
- jövevényszavak:
  - egykori helyi nyelvből: armailli ’alpesi tehenész’;
  - a németből: witz ’vicc’;
- tükörszavak: place de travail (< német Arbeitsplatz) vs. franciaországi emploi ’munkahely’;
- szóalkotás:
  - képzett szavak:
    - előképzővel: désalpe (← dé- + Alpes ’Alpesek’) ’csordák lejövetele a hegyekből’;
    - utóképzővel: pochée (← poche ’zseb’ + -e) ’zseb tartalma’;

  - összetett szavak: cuisse de dame – süteményféle (szó szerint ’hölgycomb’);[14]
- szemantikai újítások:
  - metonímia: bleu (szó szerint ’kék’) vs. permis de conduire ’vezetői jogosítvány’;
  - metafora: marteau (szó szerint ’kalapács’) vs. molaire „zápfog”;
- frazeológiai újítások: ne pas se prendre pour la queue de la poire (szó szerint ’nem tekinti magát a körte szárának’) vs. être prétentieux ’beképzelt’.

## A Québec-tartománybeli változat
A québec-i francia elsősorban azokkal az archaikus vonásokkal tűnik ki, amelyeket a nyugat-franciaországi bevándorlók hoztak magukkal a 17. században. Másodsorban érezni a nyelvváltozat saját fejlődését a franciaországi változatoktól elszigetelten. Harmadsorban a québec-i változatot befolyásolták a helyi indián nyelvek és nagyobb mértékben a domináns britek nyelve, bár Québec tartomány széles körű autonómiájának elnyerése óta hozzáadtak a francia sztenderdhez saját szabályokat is, főleg az angol eredetű szavak helyettesítésére.

### Hangtan
A québec-i változatban élők mindazok az ellentétek, amelyek a általános sztenderdben megvannak, de Franciaországban különböző fokokban régiótól függően kihalófélben vannak: /a/ – /ɑ/ zárt szótagban, /ɛ̃/ – /œ̃/, félig nyílt – félig zárt [/œ/ – /ø/ zárt szótagban, /ɛ/ – /e/ (ezek nyíltabb, illetve zártabb, mint Franciaországban), /ɔ/ – /o/], rövid /ɛ/ – hosszú /ɛː/.
Sajátosságok:
- A nyílt szótagbeli /A/ majdnem mindig hátul képzett (/ɑ/): las ’fáradt’ és là ’itt/ott’ egyformán [lɑ] vs. a sztenderdben [lɑ] – [la], bár Franciaországban ez az ellentét már gyakorlatilag kihalt.
- A szóvégi /A/ nagyon hátul képzett és ajakkerekítéses: Canada [kanadɒ] vs. [kanada] ’Kanada’.
- Általános a hangsúlyos hosszú magánhangzók diftongálása: pâte [pɑwt] vs. [pɑːt] ’tészta, paszta’, rêve [ʁɛjv] vs. [ʁɛːv] ’álom’, cause [kowz] vs. [koːz] ’ok’.
- A hangsúlytalan zárt magánhangzók kiesnek zöngétlen mássalhangzó(k) szomszédságában: université [ynivɛʁrste] vs. [ynivɛʁsite] ’egyetem’.
- A hangsúlyos zárt magánhangzók feszesség nélkül artikuláltak, és zárthoz közeliekké válnak: site [sɪt] vs. [sit] ’hely’, lune [lʏn] vs. [lyn] ’hold’, toute [tʊt] vs. [tut] ’összes’ (nőnem).
- A nazális /E/ zártabb, mint a sztenderd ([ẽ] vs. [ɛ̃]), a nazális /A/ inkább elöl képzett ([ã] vs. [ɑ̃]), és a nazális /O/ nyíltabb, mint a sztenderdben.
- A /d/ és a /t/ elöl képzett és zárt magánhangzó vagy félhangzó előtt [d͡z]-nek, illetve [t͡s]-nek hangzik: Didier [d͡zid͡zje] (keresztnév), tituber [t͡sit͡sybe] ’dülöngél’.
- Szó végén a [pl], [pʁ], [bl], [bʁ], [kl], [kʁ], [gl], ]gʁ], [tʁ] és [dʁ] csoportokból kiesik a [l], illetve a [ʁ], mint Észak-Franciaországban: sable [sɑːb] vs. [sɑːbl̥] vagy [sabl̥] ’homok’, prêtre [pʁɛːt] vs. [pʁɛːtʁ] ’pap’.

### Grammatika
- A többes számú hangsúlyos személyes névmásokat az autres szóval erősítik meg [nous autres ’mi’, vous autres ’ti’, eux autres ’ők’ (hímnem)]. Ezzel világosan megkülönböztetik a többes számú tegezést (vous autres) a magázás/önözéstől, amit csak vous-val fejeznek ki.
- Az eldöntendő kérdés a -tu partikulával is kifejezhető, és nem csak egyes szám második személyű alannyal: Tu-viens-tu ? vs. Tu viens ? / Est-ce que tu viens ? / Viens-tu ? ’Jössz-e?’, I vient-tu ? vs. Il vient ? / Est-ce qu’il vient ? / Vient-il ? ’Jön-e?’.
- A foglalkozásnevek stb. nőneműsítése már az 1980-as évek óta általános és sztenderdizált.
- A mutató névmást általában nem használják a -ci partikulával, csak a -là-val. A közelre mutatás az ici(tte) szó hozzáadásával történik: ce livre-là ici(tte) vs. ce livre-ci ’ez a könyv’.
- A folyamatos igeszemlélet kifejezése a szokásos nyelvi regiszterben az általános sztenderd szerkezettel történik (il est en train de manger ’éppen eszik’), de a fesztelen és a választékos regiszterben sajátos szerkezetek vannak erre: il est après manger, illetve il est à manger. Az utóbbi a francia nyelv klasszikus időszakából maradt fenn.

### Szókészlet
- archaizmusok: adon vs. hasard, occasion ’(szerencsés) véletlen, alkalom’;[16]
- archaikus jelentéssel használt szavak: déjeuner, dîner, souper vs. petit déjeuner, déjeuner, dîner ’reggeli, ebéd, vacsora’, mint Svájcban;
- jövevényszavak:
  - egy indián nyelvből: atoca ’áfonya’ (bizonyos fajtája);
  - az angolból: bécosses (nőnem többes szám) (< back house ’latrina’) vs. toilettes ’vécé’;[17]
- tükörszavak és tükörszerkezetek: char (< angol car) vs. voiture ’autó’ (char eredeti jelentése ’szekér’); prendre une marche (< angol to take a walk) vs. faire une promenade ’sétál’;
- szóalkotás:
  - képzett szavak:
    - előképzóvel: se débeurrer (dé- + beurrer ’vajjal ken’) vs. se nettoyer ’tisztálkodik’;
    - utóképzővel: érablière (érable ’juhar’ + -ière) – a juhar nedvének kitermelésére alkalmasított juharfa-csoport;

  - összetett szavak: téléroman vs. série télé ’teleregény’;
  - nyelvészek által szóösszerántással alkotott és a sztenderdbe foglalt terminusok, az angol megfelelőik használatának kiküszöbölése céljából: courriel (a courrier ’küldönc, levelezés’ + électronique) ’e-mail’ (átvette a franciaországi sztenderd is), pourriel (poubelle ’kuka’ + courriel) vs. spam, clavardage (clavier ’billentyűzet’ + bavardage ’beszélgetés’) vs. messagerie instantanée ’azonnali üzenetküldő alkalmazás’.[18]

## Az akádiai változat
Az akádiai változat neve az egykor Franciaországhoz tartozó Kanada Akádia régiójának nevéből származik, amely nagyjából a mai Új-Skóciának felel meg. Beszélői ma főleg Új-Brunswick tartományban élnek, de Új-Fundlandban is beszélik az akádiai változatot. Ebből a változatból származik a Louisianában beszélt is, amelyiket cadien-nek nevezik (az acadien ’akádiai’ szó itteni változata), mivel ide vándorolt be a 18. században az angolok által kitelepített új-skóciai franciák többsége.

### Hangtan
- Ugyanazok a magánhangzókra vonatkozó ellentétek, mint Québec-ben, megmaradtak az akádiai változatban is, kivéve az /ɛ̃/ – /œ̃/-t, amely párból kihalt az /œ̃/, mint Franciaország nagy részén.
- Redukálódott az /ɑ̃/ – /ɔ̃/ ellentét is. Például a Blanc-Sablon helységnévben az anc és az on egyformán, egy kettejük között elhelyezkedő mássalhangzóként hangzik.
- A sztenderdbeli hangsúlytalan /ɛ/ [a]-nak hangzik /R/ előtt: chercher [ʃaɾʃe] vs. [ʃɛʁʃe] ’keres’.
- Ugyancsak /R/ előtt, de hangsúlyos helyzetben, van /ɛ/ – /e/ ellentét: mer [mɛːɾ] ’tenger’ – mère [meːɾ] ’anya’ vs. [mɛːʁ] mindkét szó esetében.
- Ebben a változatban megmaradt a /h/ mássalhangzó, amely az európai franciában a 18. században halt ki teljesen: eau [o] ’víz’ – haut [ho] ’magas’ vs. [o] mindkét szó esetében.
- Még egy archaikus vonás az, hogy a nazális magánhangzók nem veszítik el nazális jellegüket nazális mássalhangzó előtt: an [ɑ̃] (pl. l’an 2000 ’a 2000-es év’) → année [ɑ̃ne] (pl. toute l’année ’az egész év’) vs. [ane].
- Nazális mássalhangzó és /z/ előtt az /o/ zárodik, akár hangsúlyos, akár hangsúlytalan: bonne [bun] vs. [bɔn] ’jó’ (nőnem), estomac [ɛstu'mɑ] vs. [ɛsto'mɑ] ’gyomor’, rosée [ɾu'ze] vs. [ʁo'ze] ’harmat’.
- A /t/ és a /d/ ebben a változatban csak a /j/ és a /ɥ/ előtt változik, de itt erős palatalizáció nyomán [t͡ʃ], illetve [d͡ʒ] lesz: diable [d͡ʒɑːb] vs. [djaːbl] ’ördög’, tuer [t͡ʃɥe] vs. [tɥe] ’öl, gyilkol’.
- A /k/ és a /g/ is többé-kevésbé palatalizálódik /i/, /y/, /e/, /ø/, /ɛ/, /œ/ és /ɛ̃/ előtt, olykor [t͡ʃ], illetve [d͡ʒ]-ig: qui [t͡ʃi] vs. [ki] ’ki, aki’, guerre [d͡ʒɛːɾ] vs. [gɛːʁ] ’háború’.
- A /R/ [ɾ]-ként hangzik (zöngés alveoláris legyintőhang). Ezt az allofónt az [ʁ]-től szétválasztó izoglossza képezi a határt Kelet-Québec-ben és Új-Brunswick-ban a québec-i változat és az akádiai között.

### Grammatika
- Jellemző erre a változatra a je ’én’ névmás használata többes szám első személyben is: j’avons marché vs. nous avons marché ’mentünk, jártunk’.
- A kijelentő mód jelen idő többes szám harmadik személy ragja kiejtett és hangsúlyos -ont [ɔ̃]: les enfants se mettont à grandir vs. les enfant se mettent à grandir[20] ’a gyerekek elkezdenek nőni’.
- A kijelentő mód folyamatos múlt idő többes szám harmadik személy ragja -iont: les poissons nagiont vs. les poissons nageaient ’a halak úsztak’.
- A subjonctif imparfait fennmaradt, de csak [i] raggal minden igeragozási osztályban: pourvu que t’attrapis pas d’autre chouse vs. pourvu que tu n’attrapasses pas autre chose ’bár ne kaptál volna el valami mást’, il faudrait qu’une parsoune se souvenit vs. il faudrait qu’une personne se souvînt ’kellene, hogy valaki emlékezzen’.[21]

### Szókészlet
- archaizmusok: mitan vs. milieu ’közép’, si fait vs. certainement, mais oui ’bizonyára, persze’;
- archaikus jelentéssel használt szavak: espérer (a sztenderdben ’remél’) vs. attendre ’vár’, hardes (a sztenderdben ’ócska ruházat’) vs. vêtements ’ruházat’;
- jövevényszavak:
  - egy indián nyelvből: machcoui – falak és tetőzetek szigetelésére használt fehér nyírfa-kéreg;
  - az angolból: spitoune (< spitoon) vs. crachoir ’köpőcsésze’;
- szóalkotás:
  - képzett szavak:
    - előképzővel: malpatient (← mal- + patient ’türelmes’) vs. impatient ’türelmetlen’;
    - utóképzővel: bûcherie (← bûche ’farönk’ + -erie) – fakitermelésre szervezett közmunka;

  - összetett szavak: sorcière de vent [szó szerint ’szélvarázsló (nő)’] vs. bourrasque ’szélvihar’;
- szemantikai újítások: s’écarter (a sztenderdben ’eltávolodik’) vs. s’égarer ’eltéved’, violon (a sztenderdben ’hegedű’) vs. mélèze laricin ’amerikai vörösfenyő’.

## Antillai változatok
Az Antillákon és Guyanában beszélt francia nyelvváltozatokat főleg a betelepített afrikai rabszolgák nyelvei befolyásolták. Területeiken francia alapú kreol nyelveket is beszélnek, és ezek között és a francia nyelv helyi változatai között kontinuum van. Különbség van egyrészt Haiti, másrészt a Francia Antillák  és Francia Guyana között a francia nyelv ismertsége tekintetében. Haitiban a helyi kreol is hivatalos nyelv, és csak ezt beszéli a lakosság többsége, mivel az iskolázottság alacsony szintű, miközben a Franciaországhoz tartozó régiókban csak a francia hivatalos, és az iskolázottság szintje megközelíti a franciaországit, ezért a lakosság többsége gyakorlatilag kétnyelvű.

### Haitiban

#### Hangtan
- Az /e/ – /ɛ/ és az /ɛ̃/ – / œ̃ / ellentétek itt is még mindig élnek, akárcsak Belgiumban, Svájcban és Kanadában, viszont kihalt az /ɑ/ – /a/ ellentét.
- A labilis /ə/-t ritkábban ejtik ki, mint Dél-Franciaországban, de gyakrabban, mint Franciaország északi régióiban. Szó belsejében fennmaradási tendenciát mutat: la fenêtre [la.fə'nɛːtr] vs. [la'fnɛːtr] ’az ablak’, Au secours ! [osəkuːr] vs. [oskuːr] ’Segítség!’
- Az /R/ gyakran kiesik szó végén (tambour [tɑ̃buː] vs. [tɑ̃buːʁ] ’dob’), hátul képzett magánhangzó előtt pedig [w]-nek ejtik: rouge [wuːʒ] vs. [ʁuːʒ] ’piros’.
- A szóvégi mássalhangzó-csoportok redukálódnak, mint a québec-i és az akádiai változatokban.

#### Grammatika
- A gyakoriságot kifejező szerkezet chaque + tőszámnév + időtartamot kifejező szó vs. tous/toutes les + tőszámnév + időtartamot kifejező szó: chaque trois jours vs. tous les trois jours ’három naponként’.
- Az abbahagyást, lemondást kifejező tagadó szerkezet ne ... pas encore vs. ne ... plus: J’ai déjà bu assez de cola, je n’en prends pas encore vs. ... je n’en prends plus ’Már elég kólát ittam, többet nem iszom’ – kreol szerkezet;[23]
- A pas tagadószót más másodlagos tagadószóval együtt is használják: j’ai pas vu personne vs. je n’ai vu personne ’nem láttam senkit’.

#### Szókészlet
- archaizmusok és archaikus jelentéssel használt szavak: icitte vs. ici ’itt’, habitant (a sztenderdben ’lakos’) vs. paysan, campagnard ’paraszt, falusi’;
- jövevényszavak:
  - a spanyolból (a Dominikai Köztársasággal való szomszédság következményeként): meringue[24] (< merengue) – tánc neve;
  - meg nem határozható afrikai nyelv(ek)ből, a vudu vallással kapcsolatban: hounfor ’vudu templom’;
  - az angolból (az 1915 és 1935 közötti amerikai megszállás következményeként): shop vs. boutique, atelier ’bolt, műhely’;
- szemantikai újítások: jardin (a sztenderdben ’kert’) vs. champ ’szántóföld’, falaise (a sztenderdben ’sziklafal’) vs. gouffre entre deux montagnes ’hegyek közötti szakadék’.

### A Francia Antillákon

#### Hangtan
- A /h/ megvan itt is, mint az akádiai változatban, de [ɣ]-ként (zöngés veláris frikatíva) realizálódik: Vous me faites r’honte ! ’Szégyellem magam miattatok!’[25] Az honte ’szégyen’ szó [ɣɔ̃t]-nak hangzik vs. [ɔ̃t].
- Az /R/ szó végén általában kiesik, máskülönben pedig kétféleképpen hangozhat:
  - [w]-ként hátul képzett magánhangzó előtt: parole [pawɔl] vs. [paʁɔl] ’beszéd, szó’;
  - [ʀ]-ként (nyelvcsapi pergőhang) szó belsejében elöl képzett magánhangzó előtt: du riz [dyʀi] vs. [dyʁi] ’rizs’;
- A /t/ és a /d/ [t͡s]-re, illetve [d͡z]-re vált zárt elöl képzett magánhangzó előtt, mint Québec-ben: lundi [lœ̃ʣi] vs. [lœ̃di] ’hétfő’.
- A szóvégi mássalhangzó-csoportok redukálódnak, mint a québec-i, az akádiai és a haiti változatokban.
- A hangűröket félhangzó tölti ki, mint a kreolban: théâtre [tejat] vs. [teɑːtʁ] ’színház’.

#### Grammatika
- chaque + tőszámnév + időtartamot kifejező szó, mint Haitiban vs. tous/toutes les + tőszámnév + időtartamot kifejező szó;
- a pas tagadószó más másodlagos tagadószóval együtt, mint Haitiban;
- a determináns elhagyásának tendenciája: la viande se déposait sur tonneaux et planches vs. ... sur des tonneaux et des planches ’a húst hordókra és deszkákra tették’;
- elöljárók nem sztenderd használata vagy elhagyása: entrer en discrétion vs. ... avec discrétion ’diszkréten megy be’, il n’avait pas même la ressource aller chez sa famille vs. ... d’aller ... ’még a családjához sem volt mivel mennie’;
- a que kötőszó és vonatkozó névmás elhagyása: il avait la chance la maison était ouverte vs. ... que la maison ... ’szerencséje volt, hogy a ház nyitva állt’, l’homme j’ai vu chez toi vs. ... que j’ai vu ... ’az ember, akit nálad láttam’;
- alany + elöljáró nélküli részeshatározó + tárgy szórend (kreol szerkezet): j’ai donné Pierre le gâteau vs. J’ai donné le gâteau à Pierre ’Pierre-nek adtam a süteményt’;
- archaikus szórendű műveltető szerkezet: j’ai fait Pierre travailler vs. j’ai fait travailler Pierre ’Pierre-el dolgoztattam’;
- az állítmány ennek főnévi igenevével való megelőzése kiemelő szerkezetben: C’est rire qu’il riait en son coeur, Ti Jean...[26] ’Szinte nevetett Ti Jean szíve...’.

#### Szókészlet
- archaizmusok: chigner vs. pleurnicher ’szipog, pityereg’;
- archaikus jelentéssel használt szavak: rester (a sztenderdben ’marad’) vs. habiter ’lakik’;
- jövevényszavak:
  - a tupi dél-amerikai bennszülött nyelvből: coui – lopótökből készített mélytányér-féle;
  - a spanyolból: mango vs. mangue ’mangó’;
  - ismeretlen eredetű: béké – az Antillakon régen letelepedett fehér emberek leszármazottja;
- szóalkotás:
  - képzett szavak:
    - más képzővel, mint a sztenderdben: comportation vs. comportement ’viselkedés’;
    - megfelelő képzett szó nélkül a sztenderdben: tangoter (← tango ’tangó’ + -ter) vs. danser le tango ’tangózik’;

  - összetett szavak: bête longue (szó szerint ’hosszú állat’) vs. serpent ’kígyó’, rendant-service vs. serviable ’szolgálatkész’;
- szemantikai újítások: vieux (a sztenderdben ’öreg’) vs. désagréable, inquiétant ’kellemetlen, nyugtalanító’, terrine (a sztenderdben ’agyagedény’) vs. bassine ’lavór’.

## Maghrebi változatok
A volt francia Maghreb országaiban (Mauritánia, Marokkó, Algéria és Tunézia) használt franciának különös a helyzete. Nem hivatalos nyelv, de mégis kiváltságos, mivel még mindig fontos szerepet tölt be az oktatásban mint első és intenzíven tanított idegen nyelv, országonként különböző mértékben mint oktatási nyelv, és mint a média második nyelve. Ezért legalább az iskolázott személyek mind tudnak franciául, de az általuk beszélt változatot arab elemek befolyásolják.

### Hangtan
Mivel az arab nyelv magánhangzó-készlete csak három fonémából áll (/i/, /u/ és /a/), ez a francia magánhangzókat a következő módokon befolyásolhatja:
- Az /e/ [i]-re zárodik.
- Az /y/ elveszítí ajakkerekítéses jellegét, és szintén [i] lesz.
- Az /o/ [u]-ként realizálódik.
- Az /ø/ is elveszítheti ajakkerekítéses jellegét, és [e]-nek, sőt [i]-nek hangozhat.
- A nazális magánhangzókat olykor a megfelelő orális magánhangzó + [n] helyettesíti, máskor meg a négyből kettőre redukálódnak, mivel az /ɑ̃/-ból [ɔ̃] lesz, és az /œ̃/-ből [ɛ̃].
- A félig nyílt – félig zárt ellentétek nem léteznek, és az /a/ – /ɑ/ sem.

Az /R/ hangzása lehet [ʁ] (zöngés uvuláris frikatíva), [ʀ] (nyelvcsapi pergőhang), [r] (fogmedri pergőhang), [ɾ] (zöngés alveoláris legyintőhang) vagy [x] (zöngétlen veláris frikatíva), a mássalhangzó szóbeli helyzetétől és szociológiai tényezőktől (a beszélő korától, nemétől, társadalmi környezetétől) függően.

### Grammatika
- a jelen idő használata a múlt idő, főleg a folyamatos múlt idő helyett, mivel az arab nyelv igerendszere az igeszemléletre teszi a hangsúlyt, miközben a franciáé az igeidőre: À mon époque, on nous enseigne le français vs. ... on nous enseignait ... ’Az én időmben a franciát tanították nekünk’;
- a mellérendelés preferálása az alárendelés helyett összetett mondatban.

### Szókészlet
Jövevényszavak több nyelvből jutottak be a maghrebi franciába, egyesek az egész területére, mások csak egyes országokba. Ezek között vannak olyan szavak, amelyek a franciaországi francia szlengjébe, majd a fesztelen nyelvi regiszterébe is bejutottak.
A legfőbb jövevényszó-forrás természetesen az arab nyelv. Példa minden Maghreb-országból: baraka ’isteni áldás’, Franciaországban a profán ’mázli’ jelentéssel.
Mauritániában fekete-afrikai nyelvekből is vannak jövevényszavak, például a volof eredetű guedj vs. poisson séché ’szárított hal’.
Marokkóban vannak spanyol eredetű szavak is, pl. patera – lapos fenekű csónak.
Algériában és Tunéziában angol szavakat is használnak a labdarúgás nyelvezetében: keeper vs. gardien de but ’kapus’ (Algériában), referee vs. arbitre ’játékvezető’ (Tunéziában).
Tükörszavak az arab nyelvből: frère (a sztenderdben ’fivér’) – olyan férfi, akivel a beszélő törzsi, faji, vallási, politikai vagy érzelmi közösséget érez (az egész Maghrebben); gazelle (a sztenderdben ’gazella’) – szép fiatal nő (Marokkóban, Tunéziában).
Szóalkotás többféle módszerrel történik:
- a szó első szótagjának elvonása: press vs. café expresso ’presszó kávé’ (Algériában);
- előképző-elvonás: alphabète (← analphabète ’analfabéta’) vs. qui sait lire et écrire ’írástudó’ (Marokkóban);
- szócsoport egyik elemének elhagyása: ambulant (← marchand ambulant) ’vándorárus’ (Marokkóban);
- képzés:
  - előképzővel: micro-jupe (szó szerint ’mikroszoknya’) vs. jupe plus courte que la minijupe ’a miniszoknyánál rövidebb szoknya’ (Tunéziában);
  - utóképzővel: jugesse (← juge ’bíró’ + -esse) vs. femme juge ’bírónő’ (Tunéziában);
- szóösszerántás: clinomobile (← clinique ’klinika’ + automobile ’autó’) – mozgó klinikává átalakított kamion (Algéria);
- szóösszetétel: radio-trottoir (szó szerint ’járda-rádió’) vs. rumeur publique ’közbeszéd’ (Algériában).

Szemantikai újítások: barbu (a sztenderdben ’szakállas’) – szélsőséges muzulmán (az egész Maghrebben), chérubin (a sztenderdben ’angyalka’) vs. enfant, adolescent ’gyerek, kamasz’ (Tunéziában).

## Fekete-afrikai változatok
A fekete-afrikai francia nyelv a volt francia és belga gyarmatokban magasabb státusszal és nagyobb szereppel rendelkezik, mint Észak-Afrikában. Minden frankofón fekete-afrikai országban a francia vagy az egyedüli hivatalos nyelv, vagy egyike a hivatalos nyelveknek, de, mivel viszonylag sok helyi nyelv létezik, majdnem mindegyikben a kommunikáció nyelve országos szinten a francia, ugyanis ezen a szinten a kommunikáció nem lenne lehetséges egy közös nyelv nélkül. Még ott is, ahol a helyi nyelvek egyike hivatalos, ez nem tudott elterjedni az egész adott országban, ezért továbbra is a franciához folyamodnak. Az oktatás és a média nyelve is majdnem kizárólag a francia. Ugyanakkor a lakosság legnagyobb része kétnyelvű, és ez befolyásolja az itt beszélt franciát, amely palettája nagyon változatos ismeretét és a sztenderdtől való eltérését illetően. Ez a beszélő iskolázottsági szintjétől függ. Kontinuum létezik két értelemben: a francia és a helyi nyelv között, valamint a francia használatának szintjei között. A területileg legjellemzőbbnek egy közepes szintet lehet tekinteni, melyet azok is használnak, akik a sztenderdhez legközelebb álló szintet is ismerik. Ezt azért teszik, hogy a lakosság többi rétegeivel való kommunikáció alkalmával ne tekintsék őket sznoboknak.

### Viszonylag gyakori hangtani jelenségek
- Az /R/ [ʀ]-ként realizálódik, például Elefántcsontparton.
- A /t/ és a /d/ [t͡s]-re, illetve [d͡z]-re vált zárt elöl képzett magánhangzó előtt Kamerunban, mint Québec-ben és Haitiban.
- Az elöl képzett ajakkerekítéses magánhangzók ajakkerekítés nélküliekké válnak: /y/ → [i], /ø/ → [e], /œ/ és /ə/ → [ɛ].
- A fogmederentúli réshangok (/ʃ/, /ʒ/) fogmeder-hangokká válnak ([s], illetve [z]): cheveux [seve] vs. [ʃəvø] ’haj’, jardin [zaʀdɛ̃] vs. [ʒaʁdɛ̃] ’kert’.
- Több szó megváltoztatja hangzását annak hatására, hogy több afrikai nyelvben a mássalhangzó–magánhangzó–mássalhangzó–magánhangzó képlet általános az egymást követő szótagokban. Példák: train [tɛ̃ʀɛ̃] vs. [tʁɛ̃] ’vonat’, attention [tasjɔ̃] vs. [atɑ̃sjɔ̃] ’figyelem’, directeur [diʀɛtɛ] vs. [diʁɛktœːʁ] ’igazgató’, Côte d’Ivoire [kɔdiwaː] vs. [koːt divwaːʁ] ’Elefántcsontpart’.
- Számos afrikai nyelv hatására a hanglejtésben a hangmagasság rendszeresen emelkedik és süllyed egyik szótagról a másikra, miközben Franciaországban a hanglejtés sokkal „laposabb”.

### Szókészlet
A fekete-afrikai francia szókészletben kevesebb archaizmus maradt fenn, mint Amerikában. Példa ilyen szóra honnir ’megszégyenít’.
Nemcsak a franciaországi változatokból vannak szavak, hanem más frankofón területekről is:
- A belgiumi franciából a volt belga gyarmatokban találhatók olyan szavak, mint: entièreté (Kongói Demokratikus Köztársaság, Ruanda, Burundi) vs. totalité ’összesség’, tirette (Ruanda és Burundi) vs. fermeture-éclair ’cipzár’, sous-tasse (Burundi) vs. soucoupe ’csészealj’.
- Kanadai szavak találhatók Ruandában, ahol ottani pedagógusok dolgoztak: magasiner vs. faire du shopping ’vásárol’.
- Néhány az Antillákról származó szót a két kontinens között utazók hoztak be. Például egy agyagedény-félét megnevező szó, a canari, egy dél-amerikai bennszülött nyelvből került az Antillákon beszélt franciába, és onnan több afrikai országba.

Jövevényszavak több nyelvből kerültek a fekete-afrikai franciába:
- helyi nyelvekből: gozo (a Közép-afrikai Köztársaságban) vs. manioc ’manióka’, kotéba (Elefántcsontparton) – hagyományos színpadi műfaj neve;
- az angolból: lover (< to love) ’szeret’ (Elefántcsontparton)] vs. faire l’amour ’szeretkezik’, kaya-kaya (< to carry) ’hord’ (Burkina Faso-ban, Nigerben) vs. travailleur d’occasion, porteur ’alkalmi munkás, hordár’;
- a portugálból:
  - matabiche (< matar o bicho) ’alkoholt iszik’, szó szerint ’megöli az állatot’ (Ruandában, Csádban, a Kongói DK-ban)] vs. pourboire, pot de vin ’borravaló, csúszópénz’;
  - capita (< capitão) ’kapitány’ (Közép-afrikai Köztársaságban, Ruandában, Csádban, a Kongói DK-ban) vs. chef de village, contremaître ’falu első embere, munkavezető’;
- az arabból: chadouf (Burkina Faso-ban) – kutas öntözőrendszer, hadj (Elefántcsontparton) – mekkai zarándoklat.

Szóalkotási módszerek:
- szófajváltás: bouffant melléknév ’buggyos’ → bouffant főnév vs. pantalon large ’bő nadrág’ (Maliban), besoin főnév ’szükség’ → besoin változatlan alakú ige vs. avoir besoin ’szüksége van’ (Elefántcsontpart);
- tárgyas ige tárgyatlan használata: préparer [a sztenderdben ’készít (vmit’)] vs. faire la cuisine ’süt-főz’ (több országban), fréquenter [a sztenderdben ’jár (vhova)’] vs. aller à l’école ’iskolába jár’ (Közép-afrikai Köztársaságban, Kamerunban);
- előképző-elvonás: alphabète (← analphabète ’analfabéta’) vs. personne qui sait lire et écrire ’írástudó’ (több országban);
- képzés:
  - előképzővel: contre-sorcier (szó szerint ’ellenvarázsló’) – rontást eltávolító kuruzsló (Elefántcsontparton), demi-pantalon (szó szerint ’félnadrág’) vs. bermuda ’rövid nadrág’ (Közép-afrikai Köztársaságban);
  - utóképzővel: sauveteur vs. marchand à la sauvette – illegálisan tevékenykedő vándorárus (Kamerunban képzett szó a sztenderd szókapcsolat sauvette eleméből[30] + -eur); a marabout ’varázsló’ szóból → marabouter ’varázslóhoz fordul’, maraboutage ’varázslóhoz fordulás’, maraboutique ’varázslói’;
- szóösszetétel: bateau-bus (← bateau ’hajó’ + bus ’busz’) – utasokat a lagunán átvivő motoros hajó (Elefántcsontparton), homme caméléon (szó szerint ’kaméleonember’) ’képmutató ember’ (Guineában);
- mondatból alkotott szavak: un papa m’a donné (szó szerint ’a papám adta’) – nagyon bő nadrág vagy ing (Ruandában), une France au revoir (szó szerint ’viszontlátásra Franciaország) – Franciaországból importált használt autó (Elefántcsontparton);
- szórövidülés: beau vs. beau-père ’após’ (több országban), kalach vs. kalachnikov ’Kalasnyikov gépkarabély’;
- frazeológiai újítások: jouer à l’avion par terre (szó szerint ’repülőt játszik a földön’) ’túl gyorsan hajt’ (Guineában);
- szemantikai újítások:
  - metafora: tablettes de chocolat (szó szerint ’csokoládészeletek’) ’hullámos talaj’ (Elefántcsontparton);
  - metonímia: film vs. cinéma ’mozi’;
  - jelentéskiterjesztés: se doucher (a sztenderdben ’zuhanyozik’) vs. se laver ’mosakszik’ (Közép-afrikai Köztársaságban);
  - jelentéskorlátozás: viande (a sztenderdben ’hús’) vs. (viande de) bœuf ’marhahús’ (Kamerunban);
  - tulajdonnév használata köznévként: colgate (márkanév) vs. (pâte) dentifrice ’fogpaszta’ (Burundiban);
- pragmatikai újítások: vieux ’öreg’ – a sztenderdben pejoratív, egész frankofón Fekete-Afrikában melioratív, tiszteletet beleértő; marâtre ’mostoha’ – a sztenderdben pejoratív, több afrikai országban egyszerűen az apa más felesége, mint az édesanya.

## Indiai-óceáni változatok
Az Indiai-óceán régióiban beszélt francia nem rendelkezik egységes státusszal minden országban és régióban, és ezek lakosai egymástól nagyon különböző más nyelveket beszélnek, ezért mindegyik területen más-más francia nyelvváltozatok élnek.

### A madagaszkári változat
Madagaszkáron a hivatalos nyelv a malgas, de a francia nagyon fontos szerepet játszik az oktatásban, a közigazgatásban és a médiában. Ugyanakkor a franciát valójában bírók aránya nagyon kicsi, csupán a lakosság 0,2%-a, amely kétnyelvű. Itt nincs francia alapú kreol nyelv sem.

#### Hangtan
- Nincsenek meg az /e/ – /ɛ/, /o/ – /ɔ/ és /a/ – /ɑ/ ellentétek.
- Az /ə/-t gyakran [e]-ként realizálják.
- Az /s/ az /ʃ/-től és a /z/ a /ʒ/-től való megkülönböztetése kihalófélben van.

#### Grammatika
- szavak megkettőzése: combien-combien ? (szó szerint ’mennyi-mennyi’) vs. c’est combien la pièce  ’mennyibe kerül darabja?’; vieux-vieux (szó szerint ’öreg-öreg’) vs. un peu vieux ’kissé öreg’, pois-pois (szó szerint ’borsószem-borsószem’) vs. beacoup de petits pois ’sok borsó’, de jelentheti azt is, hogy pois de petite taille ’kisszemű borsó’; depuis-depuis (szó szerint ’óta-óta’) vs. depuis longtemps ’régóta’;
- tárgyatlan igék használata visszaható alakkal: s’exploser vs. exploser ’robban’, se divorcer vs. divorcer ’elválik (vkitől)’;
- a kijelentő mód egyszerű jövő idő használata a kötőmód jelen idő helyett: nous attendons que la majorité suivra vs. ... que la majorité suive ’azt várjuk, hogy a többség kövessen’;
- jelentés szerinti egyeztetés az alany és az állítmány között a szabály szerinti helyett: qui ont voté pour qui ? vs. qui a voté ... ? ’kik szavaztak ki(k)re?’;
- a sztenderd igeidő-egyeztetés szabályainak a mellőzése: celle-ci lui répondit en riant que la commande a été faite vs. ... avait été faite ... ’ez nevetve azt felelte neki, hogy a rendelést megtették’.

#### Szókészlet
- archaikus jelentésükkel fennmaradt szavak: chambre (a sztenderdben ’hálószoba’) vs. pièce (habitable) ’(lakó)szoba’;
- jövevényszavak:
  - a malgas nyelvből: ambanivoule (< ambanivolo ’a bambuszok alatt’) vs. campagne, brousse ’faluvidék, bozót’;
  - egy indiai nyelvből: bohra – síita muzulmán indiai ember;
- szóalkotás:
  - szó első szótagjának elvonása: craser (← écraser) vs. sécher (la classe) ’(iskolából) lóg’;
  - képzés: cycloné (← cyclone + -é) vs. exposé aux cyclones, détruit par un cyclone ’ciklonnak kitett, ciklon által megsemmisített’;
  - szóösszetétel: car-brousse (car ’távolsági busz’ + brousse ’bozót’) – városokon kívül közlekedő busz;
- szemantikai újítások:
  - metafora: clarinette (a sztenderdben ’klarinét’) – szörppel teli műanyag-zacskó, amelyből egy lyukon át szívják a tartalmát;
  - metonímia: discothèque (a sztenderdben ’diszkó’) – leginkább szerény eszközökkel megrendezett táncos mulatság;
  - jelentéskorlátozás: bord (a sztenderdben ’vminek a széle’) vs. bord de mer ’tengerpart’;
- pragmatikai újítások: bonne femme (a sztenderdben ’némber’, tehát pejoratív, Madagaszkáron szokásos) vs. femme ’nő’.

### A réunioni változat
Réunion szigete Franciaországhoz tartozik, tehát itt a franciának ugyanaz a státusza, mint a Francia Antillákon, a lakosság iskolázottsága itt is magas szintű, és itt is van francia alapú kreol nyelv. A lakosság többsége kétnyelvű.

#### Hangtan
- Nincsenek meg az /e/ – /ɛ/, /o/ – /ɔ/ és /a/ – /ɑ/ ellentétek.
- Minden szóvégi mássalhangzó-csoport redukálódik: battre [bat] vs. [batʁ] ’ver’, communiste [kɔmynis] vs. [kɔmynist] ’kommunista’.
- A /d/ és a /t/ elöl képzett és zárt magánhangzó vagy félhangzó előtt [d͡z]-nek, illetve [t͡s]-nek hangzik: lundi [lœ̃ʣi] vs. [lœ̃di] ’hétfő’, [paʁt͡siʁ] vs. [paʁtiʁ] ’elmegy’.
- A sztenderdben csak írásban fennmaradt szóvégi t-t több szóban kiejtik, főleg tulajdonnevekben: canot [kanɔt] vs. [kano] ’csónak’, Payet [pajɛt] vs. [pajɛ] (családnév).

#### Grammatika
- az avoir ’birtokol’ segédige être ’van’ helyett egyes igék esetében: j’ai descendu vs. je suis descendu ’lementem’;
- a que vonatkozó névmás dont helyett: ce que j’ai besoin vs. ce dont j’ai besoin ’az, amire szükségem van’;
- a pas tagadószó más másodlagos tagadószóval együtt: j’ai pas rien vu de neuf vs. je n’ai rien vu de neuf ’nem láttam semmi újat’;

#### Szókészlet
- archaizmusok: menterie vs. mensonge ’hazugság’, boucaner vs. fumer ’füstöl’ (húst, halat);
- archaikus jelentéssel használt szavak: habitation (a sztenderdben ’lakás’) vs. exploitation agricole, champ cultivé ’gazdaság, szántóföld’;
- jövevényszavak:
  - a helyi kreolból: vaniki vs. clochard, va-nu-pieds ’csavargó’;
  - a tamil nyelvből, a ceyloni indo-portugál közvetítésével: cari ’curry’;
- képzett szavak:
  - előképzővel: désauter (← dé- + sauter ’ugrik’) vs. sauter par-dessus ’átugrik’;
  - utóképzővel: coupeur (← couper ’vág’ + -eur) – cukornádat arató ember;
- szóösszetételek: aller-tourner (szó szerint ’megy-forog’) vs. aller et venir (szó szerint ’megy és jön’) ’jár-kel’;
- szemantikai újítások:
  - metafora: farine (a sztenderdben ’liszt’) vs. pluie fine – apró eső;
  - metonímia: litre (a sztenderdben ’liter’) vs. bouteille ’palack’;
  - jelentéskorlátozás: herbes (a sztenderdben ’füvek’) vs. herbes médicinales ’gyógynövények’;
  - jelentéskiterjesztés: marmite (a sztenderdben ’fazék’) – akármilyen főzőedény.

### A mauritiusi változat
Mauritius 1715 és 1810 között volt francia gyarmat, majd brit uralom alá került, és 1968-ban független lett. A szigeten csak az angol hivatalos nyelv, de a lakosság többsége most is francia alapú kreol nyelvet beszél, és a francia nyelv fontos szerepet játszik, mivel a társadalmi felemelkedés eszközének tekintik. Jelen van a médiában, a katolikus egyházban, a gazdasági életben.

#### Szókészlet
- archaizmusok: écolage vs. frais de scolarité ’tandíj’;
- jövevényszavak:
  - a helyi kreolból: ti-dimoune (alapja a francia petit du monde ’kicsi a világban’) – a társadalmi létra alján lévő ember;
  - a hindi nyelvből (a lakosságnak több mint a fele indiai eredetű): divali (< diwali) – hindu ünnep neve;
  - a tamil nyelvből: rougaille (< uru-kay) – ételféle;
  - az angolból: plasticine vs. pâte à modeler ’gyurma’;
  - a portugálból: bringelle (< beringela) vs. aubergine ’padlizsán’;
- tükörszavak az angolból: sonner quelqu’un (< to ring someone) vs. appeler quelqu’un (au téléphone) ’felhív vkit’;
- tükörszerkezetek az angolból: jeter le blâme sur quelqu’un (< to put the blame on somebody) vs. rejeter la responsabilité sur quelqu’un ’vkire hárítja a felelősséget’;
- szóalkotás:
  - képzés:
    - előképzővel: intercastes ’kasztokközötti’;
    - utóképzővel: tombaliste [← (pierre) tombale ’sírkő’ + -iste] – ’sírkő készítő’;
    - elő- és utóképzővel: désavannage [← dé- + savanne ’füves terület’ (a helyi változatban) + -age] – terep előkészítése a cukornád termesztésére;

  - összetett szavak: taxi-train (szó szerint ’vonattaxi’) – autóbuszjegy áráért utasokat szállító személy autója;
- frazeológiai újítások: blanc et noir vs. noir et blanc ’fekete-fehér’;
- szemantikai újítások:
  - metafora: queue de chat (szó szerint ’macskafarok’) – virág neve;
  - metonímia: caoutchouc (a sztenderdben ’gumi’) vs. pneu ’autógumi’;
  - köznév tulajdonnévből: tip top [← Tip Top Transport (cég neve)] – kis távolsági busz;
  - jelentéskorlátozás: étoffe (a sztenderdben ’szövet’) vs. tissu de laine ’gyapjúszövet’.

## Óceániai változatok
A csendes-óceáni szigeteken a franciát Új-Kaledóniában, Wallis és Futuna szigeteken, Polinéziában, valamint a Vanuatu-szigeteken beszélik. Az első három régió Franciaországhoz tartozik, ott a franciának ugyanaz a státusza és a szerepe, mint a többi tengerentúli francia régióban. Vanuatu független ország, ahol a francia az egyik hivatalos nyelv, és a lakosság kb. 40%-a beszéli.

### Az új-kaledóniai változat
Új-Kaledóniában a francia nemcsak hivatalos nyelv, hanem az egész szigetcsoport szintjén a kommunikáció egyedüli nyelve is, mivel itt számos nyelvet beszélnek: 28 melanéziai nyelvet, polinéziai, indonéziai és ázsiai nyelveket, az ausztráliai angolt, valamint a vanuatui angol alapú kreolt. Van ugyan egy francia alapú kreol nyelv is, a tayo, de ezt csak kb. ezer személy beszéli.

#### Hangtan
- /ɑ̃/ [ɔ̃]-kénti realizálása: L’engin ! (érzelmi reagálás erejét kifejező indulatszó, a sztenderd l’engin ’a gép, a készülék’ szóból) [lɔ̃ʒɛ̃] vs. [lɑ̃ʒɛ̃];
- /ɔ̃/ [ɑ̃]-kénti realizálása: content [kɑ̃tɑ̃] vs. [kɔ̃tɑ̃] ’elégedett’;
- szóvégi írott mássalhangzók kiejtése: cerf [sɛrf] vs. [sɛːʁ] ’szarvas’, bout [but] vs. [bu] ’vég’ (térben);
- a /v/ [w]-kénti realizálása: voiture [watyːr] vs. [vwatyːʁ] ’autó’;
- az indulatszók az első szótagon való hangsúlyozása: L’engin ! ['lɔ̃ʒɛ̃].

#### Grammatika
- cselekvő alak visszaható alak helyett: baigner vs. se baigner ’fürdik’;
- kötelesség, szükségesség kifejezése összetett mondattal: c’est bon si + kijelentő módú ige vs. il faut que + kötőmódú ige ’az kell/kéne, hogy ...’;
- határozott névelővel használt megerősített személyes névmások: les nous autres vs. nous (autres) ’mi’, les vous autres vs. vous (autres) ’ti’.

#### Szókészlet
- archaikus jelentéssel használt szavak: rester (a sztenderdben ’marad’) vs. habiter ’lakik’;
- jövevényszavak:
  - egy indonéziai nyelvből: Cacane vs. Indonésien ’indonéz’ (személy);
  - a tahiti nyelvből: aïta vs. non ’nem’;
  - egy melanéziai nyelvből: natcha ! – meglepetést kifejező indulatszó;
  - az angolból: creek vs. ruisseau ’patak’;
- tükörszavak: batterie (< angol battery) vs. pile ’(elektromos) elem’;
- szóalkotás:
  - képzés:
    - utóképzővel: caillasser (← caillasse ’zúzott kő úton’ + -er) ’köveket dob, megkövez’;
    - elő- és utóképzővel: débrousser (← dé- + brousse ’bozót’ + -er) – terepet tisztít;

  - szóösszetétel: corne-molle (szó szerint ’puha szarv’) vs. hardon – szarvas, amelynek éppen hogy kinőtt a szarva;
  - szórövidülés: plonge vs. plongée sous-marine ’búvársport’ (tengerben);
  - szóösszerántás: haussaire (← haut ’magas’ + commissaire) vs. haut commissaire ’főbiztos’;
- frazeológiai újítások: coup de botte (szó szerint ’csizmával való rúgás’) vs. coup de pied ’rúgás’;
- szemantikai újítások:
  - metafora: canon (a sztenderdben ’ágyú’) vs. coup de poing ’ökölütés’;
  - köznév tulajdonnévből: sao [← Sao (márka neve)] – ausztráliából importált sós keksz;
  - jelentéskiterjesztés: Cousin ! (a sztenderdben ’unokatestvér’) – bizalmas megszólítás;
  - jelentéskorlátozás: crabe (a sztenderdben ’tengeri rák’) – olyan rák, amit mindjárt azután fogtak ki, miután levedlett, és még puha;
- pragmatikai újítások: vieux ’öreg’ – a sztenderdben pejoratív, Új-Kaledóniában melioratív, tiszteletet beleértő; biquette (Franciaországban ’kis kecske’ a fesztelen regiszterben) vs. chèvre ’kecske’ (akármilyen, a szokásos regiszterben).

## Kiegészítő irodalom
- (franciául) Benzakour, F. et al.: Le français au Maroc. Lexique et contacts de langues (A francia nyelv Marokkóban. Szókészlet és nyelvekközi kapcsolatok). Bruxelles: Duculot. 2000.
- (franciául) Cormier, Yves: Dictionnaire du français acadien (Az akádiai francia nyelv szótára). Montréal: Fides. 1999.
- (franciául) IFA 1988. Inventaire des particularités lexicales du français d’Afrique noire (A fekete-afrikai francia nyelv lexikális sajátosságainak leltára). 2. kiadás. Paris: EDICEF/AUPELF. 1988.
- (franciául) Lebouc, Georges: Le belge dans tous ses états: Dictionnaire de belgicismes, grammaire et prononciation (A belga nyelvváltozat állapota: belgicizmusok szótára, grammatika és kiejtés). Paris: Bonneton. 1998.
- (franciául) Naffati, Habiba – Queffélec, Ambroise: Le français en Tunisie (A francia nyelv Tunéziában). Le français en Afrique. 18. sz. Nice: Institut de Linguistique Française. 2004.
- (franciául) Ould Zein, Bah – Queffélec, Ambroise. Le français en Mauritanie (A francia nyelv Mauritániában). Vanves: EDICEF/AUPELF. 1997.
- (franciául) Queffélec, Ambroise et al.: Le français en Algérie : Lexique et dynamique des langues (A francia nyelv Algériában: Szókészlet és nyelvek dinamikája). Bruxelles: Duculot. 2002.
- (franciául) Rézeau, Pierre de (szerk.): Dictionnaire des régionalismes de France : Géographie et histoire d’un patrimoine linguistique (Franciaországi regionalizmusok szótára: a nyelvi örökség földrajza és történelme). Bruxelles: DeBoeck / Duculot. 2001.
- (franciául) Thibault, André – Knecht, Pierre: Dictionnaire suisse romand : particularités lexicales du français contemporain (Svájci francia szótár: a mai francia nyelv lexikális sajátosságai). Genève: Carouge. 2012.
- (franciául) Vitrine linguistique (Nyelvi kirakat), Grand dictionnaire terminlologique] (Nagy terminológiai szótár). Office québécois de la langue française (A francia nyelv québec-i hivatala) (GDT) (Hozzáférés: 2023. július 1.)

## Külső hivatkozások
- (franciául) Base de données lexicographiques panfrancophone (Öszfrankofón lexikográfiai adattár). (Hozzáférés: 2017. január 11.)
- (franciául) CyberAcadie – Akádia honlapja. (Hozzáférés: 2017. január 11.)
- (franciául) La brousse en folie (Bolondos bozót) – új-kaledóniai komikus képregény-sorozat honlapja, az ebben használt területi szókészlet értelmező szószedetével. (Hozzáférés: 2017. január 11.)
- (franciául) Le Français de Nouvelle-Calédonie : dictionnaire de Calédonien (Az új-kaledóniai francia: kaledóniai szótár). (Hozzáférés: 2017. január 11.)
- (franciául) Le lyonnais – a lyoni nyelvváltozat honlapja. (Hozzáférés: 2017. január 11.)
- (franciául) Trésor de la langue française au Québec (TLFQ) (Francia nyelvi kincs Québec-ben). (Hozzáférés: 2017. január 11.)